# Menipea kempi
Menipea kempi is een mosdiertjessoort uit de familie van de Candidae. De wetenschappelijke naam van de soort is voor het eerst geldig gepubliceerd in 1943 door Hastings.